# Aröltshang Rinpoche
Aröltshang Rinpoche (tib. a rol tshang rin po che) ist der Titel eines Linienhalters der Gelug-Tradition des tibetischen Buddhismus aus dem Kloster Rongwo (rong bo) in der Großgemeinde Rongwo im Kreis Tongren des Autonomen Bezirks Huangnan der Tibeter in der nordwestchinesischen Provinz Qinghai.
Der erste Vertreter dieser Reihe, d. h. der 1. Aröltshang Rinpoche, war Dragpa Gyatsho (1740–1804). Der berühmteste Vertreter der Reihe ist der 3. Aröltshang Rinpoche Lobsang Lungtog Tenpe Gyeltshen (blo bzang lung rtogs bstan pa'i rgyal mtshan; 1888–1959).

## Liste der Aröltshang Rinpoches
| # | Name                            | Umschrift nach Wylie/tib.                    | Lebensdaten |
| - | ------------------------------- | -------------------------------------------- | ----------- |
| 1 | Dragpa Gyatsho                  | grags pa rgya mtsho                          | 1740-1804   |
| 2 | Lobsang Lungrig Gyatsho         | blo bzang lung rig rgya mtsho                | 1808-1886   |
| 3 | Lobsang Lungtog Tenpe Gyeltshen | blo bzang lung rtogs bstan pa'i rgyal mtshan | 1888-1959   |